# Strychnos ngouniensis
Strychnos ngouniensis är en tvåhjärtbladig växtart som beskrevs av François Pellegrin. Strychnos ngouniensis ingår i släktet Strychnos och familjen Loganiaceae. Inga underarter finns listade i Catalogue of Life.